# 卡尔瓦略萨
卡尔瓦略萨是葡萄牙波尔图区的一个堂区。总面积5.97平方公里，总人口4257人，人口密度713.1人/平方公里。